# Váradi Nóra
Váradi Nóra (Makó, ? ) a Színház folyóirat szerkesztőségi titkára, a Pesti Művész Színház szervezője és pályázatírója. Budapesten él.

## Életpályája
1992-ben érettségizett a Makói József Attila Gimnáziumban. Ezután 6 évig angoltanár volt középiskolákban, általános iskolákban és felnőttképzésben. Később kutatási asszisztensként, ügyvezető titkárként és színházi szervezőként tevékenykedett. 1997-ben diplomázott a szegedi Juhász Gyula Tanárképző Főiskola angol-magyar szakán. 2004-ben végzett a Pécsi Tudományegyetem Bölcsészettudományi Karának angol szakán. 2008-ban elvégezte a Veszprémi Egyetem színháztörténet szakát is. 2008-ban a Zsámbéki Színházi és Művészeti Bázis igazgatójánál, Mátyás Irénnél (1953–2013) jelentkezett. 2010–2013 között önkéntes volt: a cikkgyűjteményt dolgozta fel, aztán a sajtós és újságírói feladatokat látta el. 2010–2016 között Zsámbéki Nyári Színház sajtóreferense volt. 2013–2015 között főállásban pályázatfigyelés- és írás, programszervezés, forráskeresés, adminisztráció volt a feladatköre. 2015-től vállalkozóként dolgozik egyesületi és színházi területen.
Két gyermeke van: Gergő és Hanna.

## Művei
- A Romtemplomtól a Bázisig. Mátyás Irén színháza Zsámbékon; szöveg Sándor L. István, kronológia Váradi Nóra; PHP–Theater Online, Bp, 2016

## Díjai
- Akikre büszkék vagyunk díj (Makói József Attila Gimnázium, 1991)[4]